# Функцијa ширења тачке
Функција ширења тачке, скраћено ФШТ, (енг. Point spread function, PSF) је математички опис физичке слике тачке. Одређеније, она описује распоред светлосне енергије у простору ове слике. Функција ширења тачке је обично дата за раван попречног пресека поља слике тачке на месту најбољег фокуса. Међутим, истим приступом може да се прикаже распоред енергије у равнима других (дефокусираних) попречних пресека слике, као и да се прикаже распоред енергије у уздужном пресеку слике, или да се користи за целокупан тродимензионални приказ распореда њене енергије.
Пошто је слика тачке кључни чинилац који одређује својства и каквоћу проширене оптичке слике (у начелу слика са површином знатно већом од површине слике тачке), као и раздвојну моћ оптичког склопа, ФШТ је незаобилазно средство у стварању и анализи оптичких склопова (система). Као таква је у врло распрострањеној употреби у оптици и, уз функцију ширења линије и функцију ширења ивице, она је најважније средство анализе стварања и каквоће оптичке слике.
Међу значајним оптичким појмовима везаним за ФШT су Стрел рацио и функцијин Фуријеов пар, функција преноса висине (ФПВ).

## Опис функције
ФШT је дата интегралном једначином која збира таласни допринос из сваке тачке таласног фронта у оптичком отвору свакој тачци у простору слике. Пошто се заснива на дифракцији светлости, она је облик општег дифракционог интеграла примењеног на посебан случај светлости која долази са површине оптичког отвора, тј. са површине таласног фронта у њему. Пуно формално име ове функције је дифракциона некохерентна функција ширења тачке.
ФШТ може да се изрази у различитим облицима. Њен основни облик је за кружни кружни оптички отвор са равномерним преносом енергије преко целе његове површине, без аберација, у ком случају збирна амплитуда таласа у произвољној тачци P на растојању p од средишта слике може да се у најједноставнијем облику изрази као:ֹ
{\displaystyle A_{(P)}=A_{0}\int \int A_{U}\,dU} ....... (1)
где је А0 константа сразмерна таласној амплитуди на извору у оптичком отвору (тј. у тачци на таласном фронту из ког талас стиже), a AU је допринос амплитуде тачци P са врло мале површине U на таласном фронту у оптичком отвору (dU означава да је U јединица интеграције, тј. да се збирају амплитуде са свих ових малих површина у које је издељена површина таласног фронта; основа интеграције је врло мала површина а не тачка, зато што је тачка апстрактан појам без физичких димензија). Двоструки интеграл показује да се интеграција врши по две основе: по висини ове јединичне површине на полупречнику таласног фронта, и по радијалном углу полупречнка у оптичком отвору, чиме се покрива целокупна површина таласног фронта.
Допринос амплитуде АU се обично пише у облику АU=exp[ikL]=e[ikL], који даје амплитуду таласа тачки P сагласно дужини пута таласа до те тачке (е=2,71828 је основа природног логаритма, i је имагинарни број, k=2п/λ је периодни број таласа (за таласну дужину λ у мм, изражава број таласних циклуса по милиметру у радијанима), где је λ таласна дужина, и L је разлика у дужини пута у односу на дужину за коју талас има исту фазу, тј. пуну амплитуду). Овај облик је посебно пригодан за изражавање фазних својстава таласа.
{\displaystyle E_{(P)}=A_{U(P)}^{2}} ....... (2)
Заменом уопштене величине АU њеним пуним рачунским обликом, као и додавањем чланова који омогућавају укључивање ефекта аберација и/или неравномерности у преносу амплитуде таласа (трансмисије) кроз оптички отвор, овај израз се битно усложњава. У начелу, у пуном облику укључује ову интеграцију по основи дужине пута таласа од таласног фронта у оптичком отвору до тачке слике P, допуњену утицајем својстава таласног фронта (аберација) као и утицаја неравномерности у преносу амплитуде кроз оптички отвор (на пример, средишњег кружног заклона (или централне опструкције, енг. central obstruction) од стране помоћног огледала код рефлективних телескопа). Ова два чиниоца су обухваћена тзв. функцијом оптичког отвора, која у том случају постаје део ФШТ.

## ФШТ за савршен кружни оптички отвор (једнобојна)
У основном случају за једнобојну (монохроматску) светлост, за кружни оптички отвор без аберација, и са равномерним преносом амплитуде - тзв. савршен оптички отвор - у равни попречног пресека на месту најбољег фокуса, енергија тачке слике P на растојању p од средишта у равни вертикалног пресека, може да се представи уз помоћ Беселових функција, где је у коначном интегрисаном облику:
{\displaystyle E_{(p)}=\pi A\left[{\frac {2J_{1}(v)}{v}}\right]^{2}} ........ (3)
где је Ј1 Беселова функција прве врсте првог реда од v, a v=pπ/2, где је p у јединицама λF (F је фокални рацио сабирног снопа светлости, тј. фокални рацио оптичког склопа, дат количником жижне даљине и пречника оптичког отвора за објект у бесконачности; уопште говорећи, F=R/D, тј. фокални рацио је дат количником радијуса закривљености таласног фронта и пречника оптичког отвора).
Најзад, функција ширења тачке је дата количником енергије у средишту слике и енергије произвољне тачке на радијалној удаљености p, дакле ФШТ - тј PSF - у произвољној тачки слике P на растојању p од средишта слике, у равни вертикалног пресека у тачки најбољег фокуса, је:
{\displaystyle PSF_{(p)}={\frac {E_{(p)}}{E_{(0)}}}={\frac {\pi A\left[{\frac {2J_{1}(v_{p})}{v_{p}}}\right]^{2}}{\pi A\left[{\frac {2J_{1}(v_{0})}{v_{0}}}\right]^{2}}}} ....... (4)
И пошто је вредност [2Ј1(v0)/v0] практично 1,
{\displaystyle PSF_{(p)}=\left[{\frac {2J_{1}(v_{p})}{v_{p}}}\right]^{2}} ....... (5)
Другим речима, средишња тачка са највишом енергијом има јединичну вредност, док је распоред енергије са удаљавањем од ове тачке одређен вредношћу [2Ј1(vp)/vp]2.
Пошто се Беселова функција прве врсте и првог реда може изразити као бесконачна математичка серија, J1(v)=(v/2){1-[(v/2)2/1!2!]+[(v/2)4/2!3!]-[(v/2)6/3!4!]+...}, овај основни облик функције ширења тачке се може написати као:
{\displaystyle PSF_{(p)}=\left[1-{\frac {v^{2}}{1!2!}}+{\frac {v^{4}}{2!3!}}-{\frac {v^{6}}{3!4!}}+{\frac {v^{8}}{4!5!}}-...\right]^{2}} ........ (6)
 Слика приказује график функције ширења тачке, као распоред енергије у дифракционој слици тачке са кружним оптичким отвором без аберација и са равномерним преносом амплитуде. Такође су приказани распоред амплитуде, чијим се квадрирањем добија распоред енергије, тродимензионални изглед функције, као и физичка слика коју ФШТ описује.
ФШТ за савршен кружни оптички отвор је позната као Еријева дифракциона слика, по енглеском математичару и астроному (Sir George Biddell Airy) који га је први математички описао 1835-е. Најсјајнији, средишњи део ове слике, до средишта првог тамног прстена, назива се Ери диск.
Облик ФШТ дат горе користи линеарну димензију полупречника тачке, у јединицама λF, што значи да представља линерну ФШТ. За угаону ФШТ потребно је заменити линеарни полупречник p угаоним, који је дат са а=p/ƒ=pλF/ƒ=pλ/D у радијанима, где је ƒ жижна даљина сабирног снопа светлости, F његов фокални рацио, а D пречник оптичког отвора. За врло мале углове о којима је реч, а=син(α), где је α угаоно растојање тачке од средишта у равни слике.
Пошто је бројчана вредност ангуларног полупречника непромењена - p, сад у јединицама λ/D радијана - угаоне размере ФШТ у λ/D радијана су бројчано једнаке њеним линеарним размерама у јединицама λF. Тако, на пример, линеарно растојање тачке од 1λF одговара ангуларном растојању од 1(λ/D) радијана; за λ=0.00055 mm и D=100 mm, на пример, одговарајући угао је 0.0000055 радијана, или 1.134 лучне секунде.
Значај ФШТ за савршени оптички отвор је у томе што представља горњу границу квалитета физчке (тј. стварне) оптичке слике. Као таква она је основа према којој се одређује ниво квалитета оптичког инструмента.

### Својства ФШТ за савршен кружни оптички отвор
Својства ФШТ су геометријска - она која описују облик и размере распореда енергије описаног овом функцијом - и физичка, која дају садржај те енергије, везано или не са геометријским својствима функције.
Основна геометријска својства ФШТ су димензије средишњег врха зрачења, и растојања и димензје тамних и сјајнијих прстенова зрачења који га окружују. У погледу енергије, најзначајније својство, које је директно мерило каквоће оптичке слике у оптичким инструментима за општу употребу, је релативан садржај енергије унутар средишњег врха у односу на енергију изван њега.
Код инструмената за посебне намене, заокружена енергија за друге полупречнике слике тачке такође мође бити битна, и ефекат аберација, у односу на савршени оптички отвор, се просуђује по том основу. Заокружена енергија, тј. садржај енергије унутар произвољног полупречника p слике је у општем облику дата са:
```
       
Е
z(p)
=1-[Ј
0
(πр)]
2
-[Ј
1
(πр)]
2
     (7)
```

где је Ј0 Беселова функција прве врсте нултог реда, а p је, као раније, удаљеност тачке од средишта слике, тј. полупречник. Овај општи облик такође се може изразити са две Беселове функције у облику бескрајних серија, као:
{\displaystyle E_{z(p)}=1-\left[1-{\frac {v^{2}}{(1!)^{2}}}+{\frac {v^{4}}{(2!)^{2}}}-{\frac {v^{6}}{(3!)^{2}}}+...\right]^{2}-\left(1-{\frac {v^{2}}{1!2!}}+{\frac {v^{4}}{2!3!}}-{\frac {v^{6}}{3!4!}}+{\frac {v^{8}}{4!5!}}-...\right)^{2}v^{2}} ........ (8)
где је, као раније, v=πp/2.
За низак ниво аберација, испод 0.15λ РМС грешке таласног фронта, део заокружене енергије унутар Ери диска, у сразмери према енергији Ери диска савршеног оптичког отвора, је приближно сразмеран Стрел рациу (практично једнак за грешке испод 0.1λ РМС), општеприхваћеном мерилу каквоће оптичке слике.
На слици десно дата су основна својства ФШТ за савршен кружни оптички отвор, како геометријска, тако и у погледу распореда енергије. Пречник круга описаног средином првог тамног прстена (тзв. прва минима) једнак је пречнику Ејри диска, датом са 2.44λF линеарно, и 2.44λ/D ангуларно, који одређује површину средишњег врха. Овај врх садржи 83,8% од целокупне енергије слике тачке, а остатак је у прстеновима.
Ширина ФШТ на половини средишњег врха, или пуна ширина на пола врха, ПШПВ (енг. Full Width at Half Maximum, FWHM) је за савршен оптички отвор једнака 1.03λF, и једнака је стандардној теоретској граници раздвојне моћи оптичког склопа.
Пошто је разлика у сјају између средишњег врха и прстенова врло велика, често се користи логартамски облик функције, у ком се јасно виде размере и сјај прстенова у односу на средишњи врх.

### ФШТ за савршен кружни оптички отвор, шири оквир
Слика тачке у равни најбољег фокуса је најважнија са становишта каквоће оптичке слике, и зато је она, у виду ФШТ, у првом плану. Међутим, она представља само један пресек физичке слике тачке. Подаци о својствима слике тачке у другим пресецима, као и о целокупној тродимензионалној слици не само да помажу да се боље разуме ова појава, него и могу бити корисни у погледу описивања проширених својстава слике (као што је, на пример, осетљивост на дефокус).
 Слика десно показује целу физичку слику тачке, која је симетрична у простору испред и иза равни најбољег фокуса (тј. равни ФШТ), смештене у средини слике (горе лево). Међудејство светлосних таласа постоји у целокупном простору између објектива који ствара оптичку слику и слике - као и у простору иза слике - само је због повећања фазних разлика између таласа то слабије што је удаљеност од слике већа.
Уздужни распоред енергије светлости у равни осе је сличан распореду у попречној равни најбољег фокуса. Описан је једноставном синк функцијом,
{\displaystyle E=\left({\frac {sin\delta }{\delta }}\right)^{2}=sinc^{2}\delta } ........ (9)
где је δ=kWδ фазна разлика дефокуса у односу на најбољи фокус (k=2π/λ, a Wδ је пун аберациони коефицијент за дефокус, једнак В-Д грешки дефокуса таласног фронта у јединици таласне дужине). Ова функција има нулу на свака 2π радијана фазне грешке дефокуса од равни најбољег фокуса (у јединицама врх-дно, или В-Д грешке таласног фронта, на сваки цео талас дефокуса}.
Пошто је талас дефокуса једнак 8λF2 (за објект у бесконачности, када се слика ствара на удаљености жижне даљине, те је фокални рацио F дат количником жижне даљине и пречника оптичког отвора; уопштено говорећи, F је дат количником полупречника закривљености таласног фронта и пречника отвора), дужина елипсоидног издужења које у средишњем пресеку садржи Ејри диск је 16λF2.
Као и у случају ФШТ, енергија зрачења је добијена квадрирањем амплитуде у свакој тачки, овог пута, тродимензионалне слике.

## ФШТ за савршен кружни оптички отвор, вишебојна светлост
Разлика између таласних поља једнобојне и вишебојне (полихроматске)
светлости је да је прво за тачкасти извор светлости кохерентно, док је друго делимично кохерентно или некохерентно. Другим речима, између таласа једнобојне светлости у овом случају постоји сталан однос у фази, те се успешније сабирају, док се фаза у случају вишебојне светлости непрекидно мења од једног до другог појединачног таласа, те је њихово сабирање мање успешно.
У случају вишебојног тачкастог извора светлости, таласно поље је временски некохерентно, тј. фаза је због разлика у таласној дужини различита за различите боје у сваком датом тренутку. У ширем спектралном распону, поље је некохерентно, али у оквиру уских распона је претежно кохерентно, или кохерентно. Последица тога је да је ФШТ за вишебојну светлост збирна функција једнобојних ФШТ у оквиру датог спектралног распона.
Говорећи сликовито, ФШТ за различите боје се слажу једна на другу. Пошто је линеарна величина ФШТ сразмерна таласној дужини, што је шири спектрални распон, то је већи степен разводњавања слике тачке, посебно у делу сјајних и тамних прстенова. Други битан чинилац у овом погледу је спектрална осетљивост детектора; што је ужи распон таласних дужина на које је је детектор врло осетљив, то је мањи ефекат вишебојне светлости на ФШТ.
 Слика десно показује разлике између ФШТ за једнобојну светлост, за вишебојну светлост и фотопичну осетљивост (осетљивост људског ока у условима дневне светлости), као и за вишебојну светлост и уједначену осетљивост у датом спектралном распону (са изузетком дубоке љубичасте, од 0.4 до 0.43 микрона, за коју је осетљивост фотопичног ока врло ниска, приближно одговара распону таласних дужина светлости које људско око може да види).
Лева страна приказује пресек профила прстенова ове три ФШТ, са висином прстенова увећаном 20 пута (таласна дужина λ за полупречнк ФШТ је 0.55 микрона), десно су одговарајуће физичке слике: средишњи попречни пресек (ФШТ) и уздужни пресек који показује светлост која улази у ФШТ и излази из ње (умањен око 2X у односу на ФШТ).
Прстенови, изузев првог и скоро неприметног другог, нестају у ФШТ са уједначеном осетљивошћу у пуном спектралном распону, док су у ФШТ за фотопичну осетљивост приметно слабији од прстенова у једнобојној ФШТ. Са друге стране, нема битне разлике у пречнику средишњег врха.

## ФШТ за кружни оптички отвор са аберацијама
Пошто су аберације одступања таласног фронта од сферног облика, фазни допринос таласа се мења у свакој тачки физичке слике тачке, укључујући средишњу. Конструктивно међудејство таласа се смањује у средишњем врху ФШТ, а тиме и удео ове у укупној енергији слике. Сагласно принципу очувања енергије, укупна енергија у слици се не мења, што значи да се мањак из средшњег врха појављује - или, фигуративно, помера - у делове слике који га окружују.
У начелу, у поређењу са ФШТ за савршен оптички отвор, ФШТ отвора са аберацијама има мање енергије у средишњем врху, а више у прстеновима. Последица овог ширења енергије у слици тачке је нижи квалитет оптичке слике.
 Начин на који се тачно мења ФШТ као последица присуства аберација зависи од својстава аберације. Слика десно приказује како тзв. класичне аберације слике тачке - сферна, астигматизам, кома и дефокус - мењају ФШТ у односу на ФШТ у савршеном оптичком отвору. Величина сваке аберације је на граници тзв. ''условљене дифракцијом'' каквоће слике, где је средишњи врх услед дејства аберације 20% нижи од врха у савршеном оптичком отвору (другим речима, ФШТ са аберацијама имају Стрел рацио 0,80, у поређењу са Стрелом од 1,00 у савршеном оптичком отвору).
У исто време, споредни врхови су виши, тј. сјајнији што, заједно са нижим средишњим врхом, производи ширење енергије у слици тачке, и тиме погоршање каквоће слике. Приказан ниво аберација се сматра прихватљивим за инструменте опште намене, али је и у њима пад оштрине слике приметан када се употребљавају близу граница могућности.
У односу на једначину ФШТ за савршен оптички отвор, једначини за отвор са аберацијама додат је чинилац који описује аберацијама проузроковано фазно одступање таласног фронта од савршене сфере, дато функцијом оптичког отвора. Ово одступање се додаје фазном одступању везаном за савршену сферу и све тачке слике изузев средишње, да би се добило збирно одступање за сваку тачку слике. У поједностављеном, општем облику, ФШТ за оптички отвор са аберацијама се може наоисати као:
{\displaystyle PSF_{(p)}=\int _{0}^{\infty }\int _{0}^{2\pi }e^{iW}\,e^{iS}\,d\rho d\theta =\int _{0}^{\infty }\int _{0}^{2\pi }e^{i(W+S)}d\rho d\theta } ........ (10)
где је први члан са експонентом функција оптичког отвора, а други описује фазно одступање у произвољној тачки слике p везано за савршену поредбену сферу, тј. ФШТ ѕа савршен оптички отвор (i=(-1)1/2 је имагинарни број, e=2.71828 је основа природног логаритма, док су ρ и θ радијална и угаона координата тачке у излазном оптичком отвору).

## ФШТ за прстенаст оптички отвор
Неравномерност у преносу амплитуде таласа кроз оптички отвор (тј. било каква препрека на путу светлости која мења амплитуду таласа или га спречава да стигне до слике) неминовно мења фазни допринос свакој тачки слике, а тиме и својства ФШТ. Ове неравномерности, ако постоје, укључене су у функцију оптичког отвора, заједно са аберацијама.
Уобичајен узрок овакве промене преносног својства оптичког отвора је помоћно огледало у рефлективнм телескопима, које спречава део таласа да доспу до слике. Пошто су ова огледала по правилу округла, незаклоњени део оптичког отвора постаје прстенаст (енг. annular) у облику. Последица је, слично ефекту аберација, помак дела енергије из средишњег врха ФШТ у спољне делове слике тачке, и пад квалитета оптичке слике.
Пошто заклон спречава средишњи део таласног фронта да доспе до слике, ова енергија је ефективно одузета од ФШТ за цео оптички отвор, таласни допринос свакој тачки у равни слике је умањен за збирну амплитуду која долази са овог дела таласног фронта. Сагласно томе, збирна амплитуда за сваку тачку на удаљености p од средишње тачке ануларног отвора може да се изрази као разлика између ѕбирне амплитуде за цео оптички отвор, са једне, и збирне амплитуде за за отвор пречника једнаког пречнику средишњег заклона, са друге стране:
{\displaystyle A_{z(p)}=A_{(p)}-A_{(z})={\frac {2J_{1}(v)}{v}}-z^{2}\left({\frac {2J_{1}(zv)}{zv}}\right)} ........ (11)
где је z рацио пречника средишњег заклона према пречнику оптичког отвора, v=pπ/2, and zv=zpπ/2. И пошто је енергија дата квадрираном збирном амплитудом, ФШТ прстенастог отвора је:
{\displaystyle PSF_{z(p)}=\left[{\frac {2J_{1}(v)}{v}}-z^{2}\left({\frac {2J_{1}(zv)}{zv}}\right)\right]^{2}} (12)
Пошто 2Ј1(v)/v има јединичну вредност за централну тачку (p=0), једначина говори да је јачина зрачења централне тачке умањена у сразмери са (1-z2)2. Уобичајено је да се ФШТ за прстенаст оптички отвор приказује са јединичном вредношћу за средишњу тачку, тј. као ФШТ(p)"/(1-z2)2.
 Слика десно показује промену ФШТ проузроковану присуством средишњег кружног заклона, за линеарни пречник заклона 0,30 и 0,50 пречника оптичког отвора. У доњем делу дат је логаритамски облик функције, који много јасније показује размере и сјај прстенова без, и са једним од ова два заклона. У основи, већи део енергије изгубљене из средишњег врха појављује се у првом сјајном прстену, који је због тога већи и сјајнији него у незаклоњеном оптичком отвору - то више што је заклон већи.
Горе десно је дата заокружена енергија за сва три случаја, као непосредни показатељ промене у распореду енергије слике тачке.
Поред помака енергије од средишта ка спољним деловима слике, још једна општа последица присиства средишњег заклона - у начелу супротна, повољна у погледу каквоће слике - је смањење пречника средишњег врха. За z~0.35 и мање, пречник централног врха смањује се приближно у сразмери са 1-z2, и нешто спорије за веће заклоне.
Последица овог смањења површине средишњег диска је да његов просечан сјај у односу на остатак слике тачке не опада, за разлику од ефекта аберација, где релативни сјај средишњег диска по правилу опада. Због ова два чиниоца - смањења пречника и одржања релативног сјаја средишњег диска - прстенаст отвор има бољи пренос оштрине слике на нивоу малих детаља чак и од незаклоњеног оптичког отвора истог пречника (што показује функција оптичког преноса).